# Mataria
Mataria, la Matarée anciennement pendant la présence française, orthographié aussi Matarieh (en arabe المطرية), est une ville côtière au sud de Port-Saïd et un district (Markaz) de l'Égypte. 
Située dans le gouvernorat de Dakahlia ou Dakahlieh, au sud de Port-Saïd, elle se trouve sur la côte du lac Menzaleh dans la partie nord-est du pays.
La région ne doit pas être confondue avec le district de Mataria au Caire. Mataria est proclamée ville vers 1930 avec une population d'environ 300 000 habitants et composé de deux quartiers principaux: El-Ghasna et El-Okbiyine.

## Histoire
La ville se compose de deux îles principales nommées El-Ghasna et El-Okbiyine. Elles étaient séparées jusqu'en 1903 quand le gouvernement a publié un décret pour les unir sous le nom de Mataria. Le transport entre les deux îles se faisait par bateaux en bois jusqu'à ce que la voie d'eau séparant les îles soit desséchée[Quoi ?]. Les premières maisons en brique de la ville ont été construites dans les années 1750 avec les toits en bois.
La ville a joué un rôle pendant la campagne de française en Égypte quand les pêcheurs ont rejoint les forces de résistance menées par le leader égyptien de la lutte contre le colonialisme dans cette région, Cheikh Hassan Tobar. Lorsque les cuirassés[Quoi ?] français partirent de Damiette vers Mataria pour attaquer, ils furent surpris par 100 bateaux de pêcheurs qui s'opposaient à eux. La ville fut occupée par les Français en octobre 1798.
Les pêcheurs de Mataria ont joué un rôle dans le creusement du canal de Suez, puisqu'ils ont livré de l'eau de ville aux ouvriers de Port-Saïd.

### L'incendie de 1907
La ville a été détruite par un incendie en 1907. Beaucoup de gens sont morts dans l'incendie et tout ce qui restait de la ville était cendres et restes d'animaux morts. Al-Ahram publie dans son numéro du 26 juin 1997, une étude détaillée sur l'incendie de la ville par le Dr Younane Labib Rezk. Le Khedive d'Égypte Abbas II Hilmi a visité la ville et a ordonné la reconstruction de ses mosquées. Il a également donné une certaine somme d'argent aux habitants de la ville pour la reconstruction. De nombreuses autres mesures ont également été prises pour aider le peuple à construire la ville et de l'argent a été donné à tous ceux qui ont subi des pertes.

### Années 1930 et 1940
Pendant cette période, la ville comptait deux maires, Mohamed Zinedine Azzam était le maire d'El-Ghasna et Kamel Daoud El-Rayes le maire d'El-Okbiyine.
L'industrie de la pêche dans la ville a été beaucoup touchée depuis le lac Manzala séché de 720 000 acres (2 914 km2) à 120 000 acres (486 km2).
En 1942, l'artiste Zakaria Hijawi a accueilli Anouar el-Sadate à Mataria (qui était la ville natale de Hijawi). Sadate a travaillé sur la voiture qui a déménagé de Mataria au canal de Suez[Quoi ?], livrant des armes aux guérilleros et aux hommes de la révolution. Des années plus tard, lorsque Sadate est devenu président, il est revenu à la ville pour poser la première pierre pour Canal Es-Salam et a visité la maison dans laquelle il vivait pendant son séjour dans la ville qui était Ramshackle à cette époque.

### Rôle dans l'agression tripartite
La ville était la deuxième ligne de défense après le canal de Suez lors de (l'agression tripartite) La crise du canal de Suez contre Port-Saïd le 26 octobre 1956. La ville a été incendiée par des bombardements aériens par l'agression intense[Quoi ?]. Des milliers de bateaux et de bateaux de pêche transportaient chaque seconde[Quoi ?] des centaines de blessés pour être ressuscités[Quoi ?] à Mataria. La population de Mataria a également accueilli tous les immigrants de Port-Saïd et d'autres villes le long du canal de Suez.

### Visite d'Abdel Nasser
Le 24 décembre 1961, la ville a été décorée pour recevoir Gamal Abdel Nasser, qui est venu de Port Said dans un bateau. Des hommes de la révolution ont accompagné le président comme Hussein al-Shafi, Kamel-Eddine Hussein, Abdel Hakim Amer, Salah Salem, et d'autres. Puis le  président a quitté Mataria en direction de sa ville voisine Manzala.

### Rôle dans la guerre d'usure dans le conflit israélo-arabe
La ville a eu un rôle dans la guerre d'usure dans le conflit israélo-arabe. De nombreux pêcheurs se sont portés volontaires pour rejoindre les garde-côtes afin d'être formés à l'utilisation d'armes et à la défense de leurs points. Ces exercices ont abouti, où certains pêcheurs ont attrapé un pilote israélien après l'avoir forcé à sauter de son avion quand ils ont tiré dessus. De nombreuses autres réalisations ont été attribuées à la population de la ville dans cette guerre.

### Visite d'Anouar el-Sadate
Le 27 novembre 1979, à midi, l'hélicoptère atterrit à Mataria en compagnie du président et de ses camarades[Quoi ?]. Le président s'est rendu dans la ville pour poser la première pierre du canal Es-Salam. La ville a été décorée comme jamais auparavant pour cette journée historique.